# Émile Dewoitine
Émile Dewoitine, né le 26 septembre 1892 à Crépy-en-Laonnois et mort le 5 juillet 1979 à Toulouse, est un industriel et constructeur aéronautique français. Il fut surnommé « mimile-bras-de-fer », en raison de sa ténacité et de son intransigeance.
Il s'est associé avec Marc Birkigt, le président d'Hispano-Suiza, pour créer la société Dewoitine et, grâce à d'importantes usines implantées à Toulouse, il a supervisé la production de plus d'une cinquantaine de modèles d'avions différents jusqu'à la fin de la Seconde Guerre mondiale.
Émile Dewoitine est considéré comme le père fondateur des usines toulousaines Aérospatiale.

## Jeunesse et Première Guerre mondiale
Émile Dewoitine s'intéresse à l'aviation dès l'enfance. Il fait ses études secondaires à Reims avant d'entrer à l'École Breguet à Paris. Il effectue son service militaire dans les Écoles d'aviation militaire en 1911, y recevant son baptême de l'air en février de la même année. Il devient sapeur-aérostier puis mécanicien avion à l'École Blériot d'Étampes, et participe sur biplans Farman à des raids en Algérie et en Tunisie.
Il termine son service militaire en février 1914 mais est mobilisé dès l'entrée en guerre. En 1915, il est muté sur le front russe où on lui confie la direction des usines Anatra d'Odessa et de Simféropol, où des bombardiers Voisin sont construits sous licence. Il revient en France en octobre 1917, à la suite de la Révolution russe.
À son retour, il fut affecté au Service des fabrications de l'aéronautique (SFA) chez Latécoère à Toulouse. La société Latécoère doit produire des Salmson 2 A2 sous licence et c'est Dewoitine qui est chargé de mettre les lignes de production en place. Le premier appareil de série vole en mai 1918, et plus de six cents appareils seront produits avant l'arrêt de la production en décembre 1918. Dewoitine est démobilisé en 1919 et démissionne de chez Latécoère en 1920.

## Société anonyme des avions Dewoitine

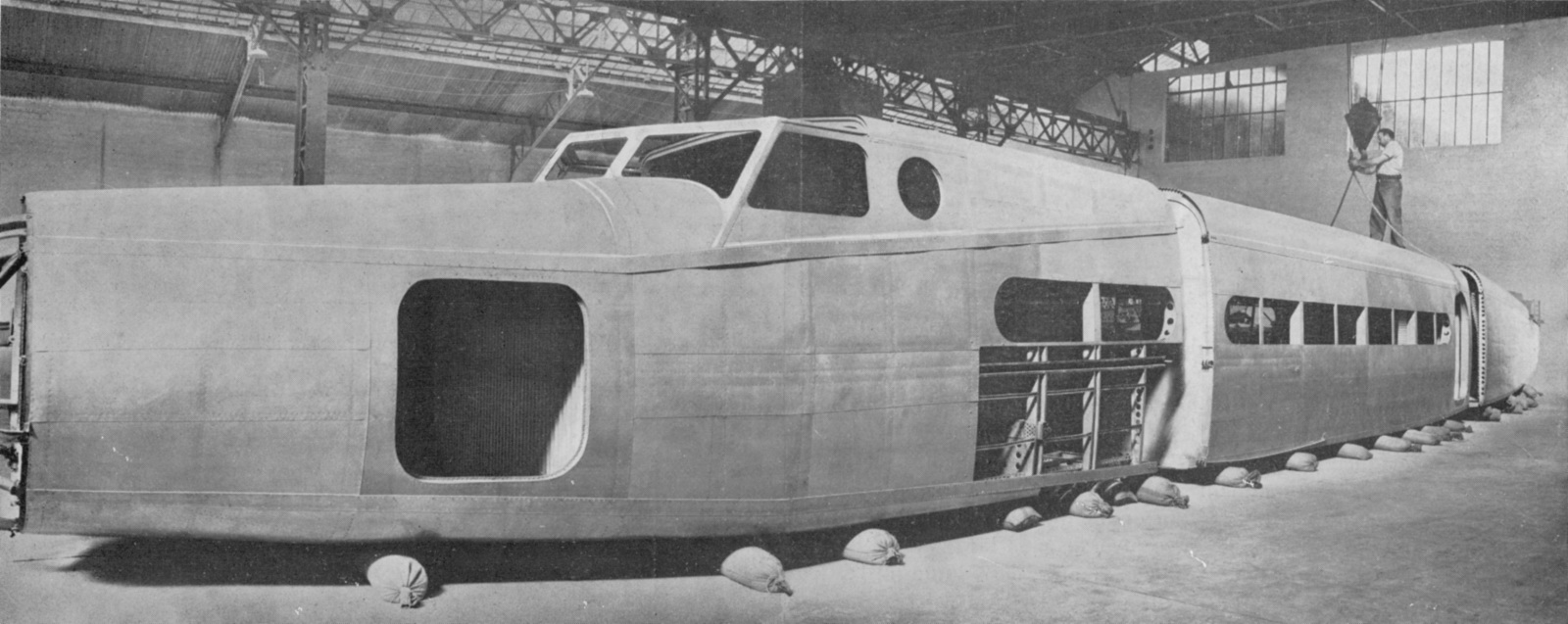
Assemblage du fuselage d'un Dewoitine D.333 en 1934. Celui-ci était entièrement en duralium.

Dewoitine s'installe à Toulouse et crée sa propre société aéronautique : la Société anonyme des avions Dewoitine (SAD) en octobre 1920. Il met au point un chasseur monoplace, le D.1, répondant à un programme technique émis par la Direction de l'aéronautique. Le dossier qu'il présente est accepté et deux prototypes sont commandés en 1921. Le D.1 effectue son premier vol en novembre 1922, et sera un succès. La Marine nationale en commande 30  et il sera exporté vers de nombreux pays. Marcel Doret, embauché comme chef pilote par Dewoitine, bat en décembre 1924 trois records mondiaux avec le D.1.
Dewoitine travaille également sur divers projets de bombardiers ou d'avions de transport de passagers pour s'orienter dans un domaine très différent : le vol à voile. Il crée le P.1 en mai 1922, planeur dont la voilure est partiellement souple. Il est suivi du P.2, version agrandie du P.1. Les deux modèles de planeurs font preuve de bonnes performances. Ils sont suivis par le P.3 que Dewoitine conçoit avec l'aide de Robert Castello. Le 31 janvier 1923, le P.3 tient l'air pendant 8 heures 36 minutes. Ce temps n'est pas  homologué ; les performances des planeurs Dewoitine sont ainsi démontrées.
De 1925 à 1927, Émile Dewoitine s'installe à Thoune en Suisse où il construit le D.27.
À partir de 1930, il est le premier à construire un avion monocoque. Il devient également un partisan du chasseur monoplan : il travaille, selon des spécifications d'appels d'offres du ministère de l'Air, aux D.50 puis D.500, D.510 et D.520, ce dernier rivalisant avec les avions de la Luftwaffe lors des combats de la bataille de France en 1940.
En 1931, le Trait d'Union est le premier avion en France à parcourir 10 000 km (en circuit fermé) sans ravitaillement.
En 1940, après l'armistice, il part aux États-Unis où il envisage avec l'aide du général Arnold et d'Henry Ford, de fabriquer des avions de chasse. Rappelé en France par le régime de Vichy, il est interné, jugé puis acquitté. Pour éviter d'autres poursuites, Émile Dewoitine quitte la zone sud pour Paris où il crée un bureau d'études pour le compte de la SIPA sur proposition de son fondateur Georges Volland. La SIPA étant alors réquisitionnée par l'occupant pour le compte de la firme allemande Arado, Dewoitine et son bureau d'études parisien travaillent ainsi à des avions d'entrainement et de transport, Dewoitine refusant tout travail pour des modèles militaires. À son apogée en 1943, le bureau d'études compte jusqu'à 200 personnes.  
Craignant d'être inquiété à la Libération pour des raisons politiques, car « recherché pour intelligence avec l'ennemi et atteinte à la sûreté extérieure de l'État », il part pour l'Espagne en 1944, où il sympathise avec Georges et Maud Guilbaud et d'où il gagne l'Argentine en pensant pouvoir continuer son activité technique. Il y lance le I.Ae. 27 Pulqui I en 1947, premier avion à réaction argentin. Le 9 février 1948 il est condamné par la cour de justice de la Seine, par contumace, à 20 ans de travaux forcés, à l'indignité nationale et à la confiscation de ses biens. De retour en France, Émile Dewoitine est acquitté en janvier 1953. Il ne parvient pas à reprendre une activité aéronautique. Après un séjour en Patagonie où il exploite un élevage de 8 000 moutons, il s'installe de nouveau en Suisse, puis à Toulouse.

## Sources
- Air et Cosmos, no 1255, 21 octobre 1989.
- Dewoitine D.26 sur le site de l'AMPA.
- Raymond Danel et André Bérenger, Le Génie créateur d’Émile Dewoitine, article dans « Pionniers, revue aéronautique », en deux parties : no 56, 15 avril 1978 ; et no 57, 15 juillet 1978.
- Raymond Danel, Émile Dewoitine : Créateur des usines de Toulouse de l'Aérospatiale, Larivière, coll. « Docavia » (no 18), 1982